# Neomyzus dicentrae
Neomyzus dicentrae är en insektsart. Neomyzus dicentrae ingår i släktet Neomyzus och familjen långrörsbladlöss. Inga underarter finns listade i Catalogue of Life.